# ورنا فلتون
ورنا فلتون (انگلیسی: Verna Felton؛ ۲۰ ژوئیهٔ ۱۸۹۰ – ۱۴ دسامبر ۱۹۶۶) یک هنرپیشه، و صدا پیشه اهل ایالات متحده آمریکا بود.
از فیلم‌ها یا برنامه‌های تلویزیونی که وی در آن نقش داشته است می‌توان به دامبو، سیندرلا، کتاب جنگل، زیبای خفته، پیک‌نیک اشاره کرد.